# Andrena lathyri
Espèce
Statut de conservation UICN

 DD : Données insuffisantes
Andrena lathyri est une espèce d'insectes hyménoptères de la famille des Andrenidae. Cette abeille est présente en Europe, du Sud de la Grande-Bretagne à la Scandinavie et de l’Espagne à l’Ukraine. Elle est également signalée en Extrême-Orient. En France, elle a été repérée au Nord du Massif central, dans le Bassin parisien et en Alsace.

## Écologie
Cette espèce préfère les terrains calcaires où poussent les fabacées et en particulier les genres Vicia et Lathyrus sur lesquels elle collecte le pollen pour ses larves. D’autres fleurs sont des sources de nectar pour les adultes de deux sexes. Il s'agit d'une espèce univoltine (mi-mai à juin, exceptionnellement juillet).

## Parasites
Ses nids sont parasités par Nomada vilosa, une abeille coucou connue comme cleptoparasite.